# شهيدلو
شهيدلو هي قرية في مقاطعة ميانة، إيران. عدد سكان هذه القرية هو 9 في سنة 2006.